# Kinkajmy
Kinkajmy [pronunciación en polaco: /kʲiŋˈkai̯mɨ/] (en alemán: Kinkeim) es un pueblo ubicado en el distrito administrativo de Gmina Bartoszyce, dentro del condado de Bartoszyce, voivodato de Varmia y Masuria, en Polonia del norte, cercano a la frontera con el óblast de Kaliningrado de Rusia. Se encuentra aproximadamente a 7 kilómetros al sureste de Bartoszyce y a 55 kilómetros al noreste de la capital regional Olsztyn.
Antes de 1945, el área fue parte de Alemania (Prusia Oriental).